# PGC 63240
LEDA/PGC 63240, auch ESO 338-4, ist eine blaue Zwerggalaxie im Sternbild Südliche Krone am Südsternhimmel. Sie ist schätzungsweise 126 Millionen Lichtjahre von der Milchstraße entfernt. Blaue kompakte Zwerggalaxien haben ihren Namen von den intensiv blauen Sternentstehungsgebieten, die oft in ihren Kernen zu finden sind und unersättlich Wasserstoff verbrauchen.